# Włodzimierz Lubański
Włodzimierz 'Włodek' Leonard Lubański (n. 28 februarie 1947, Gliwice, Polonia) este un fost atacant polonez. Cu 48 de goluri marcate în 75 de meciuri, Lubanski este cel mai bun marcator din istoria naționalei Polonei.
A primit în 1972 titlul de Maestru Emerit al Sportului din URSS.
Lubański deține în prezent funcția de vice-președinte al echipei Polonia Varșovia.

## Cariera
Włodzimierz Lubański și-a început cariera la GZKS Sośnica Gliwice (1957-1958), unde tatăl său, Wladyslaw, era secretar de partid al Partidului Comunist în Sośnica. A debutat în prima ligă pentru Górnik Zabrze într-un meci cu Arkoni Szczecin. A jucat alături de jucători precum Ernest Pohl si Stefan Florenski. Cu clubul a fost de șapte ori campion al Poloniei, câștigând Cupa Poloniei de șase ori. A fost cel mai bun marcator al primei ligi poloneze de patru ori, fiind ales Fotbalistul anului de două ori (1969, 1970). Cu naționala a câștigat medalia de Aur la Jocurile Olimpice din 1972 și a participat la Campionatul Mondial de Fotbal 1978
În 1970 a ajuns în finala Cupei Cupelor Cupa (cel mai bun rezultat din istoria clubului polonez), pierdută în fața celor de la Manchester City. 
Din anul 1975, el a jucat timp de 7 sezoane la clubul belgian KSC Lokeren, unde a strâns 196 meciuri și a marcat 82 de goluri.

## Statistici
| Meciuri pe cluburi | Meciuri pe cluburi | Meciuri pe cluburi | Ligă    | Ligă   | Cupă         | Cupă         | Continental | Continental | Total   | Total  |
| Season             | Club               | Ligă               | Meciuri | Goluri | Meciuri      | Goluri       | Meciuri     | Goluri      | Meciuri | Goluri |
| Polonia            | Polonia            | Polonia            | Ligă    | Ligă   | Cupă         | Cupă         | Europa      | Europa      | Total   | Total  |
| ------------------ | ------------------ | ------------------ | ------- | ------ | ------------ | ------------ | ----------- | ----------- | ------- | ------ |
| 1962–63            | Górnik Zabrze      | Ekstraklasa        | 8       | 4      | 1            | 0            | -           | -           | 9       | 4      |
| 1963–64            | Górnik Zabrze      | Ekstraklasa        | 23      | 12     | 1            | 0            | 4           | 1           | 28      | 13     |
| 1964–65            | Górnik Zabrze      | Ekstraklasa        | 13      | 9      | 2            | 3            | 3           | 1           | 18      | 13     |
| 1965–66            | Górnik Zabrze      | Ekstraklasa        | 18      | 23     | 5            | 7            | 2           | 0           | 25      | 30     |
| 1966–67            | Górnik Zabrze      | Ekstraklasa        | 25      | 18     | 1            | 1            | 5           | 3           | 31      | 22     |
| 1967–68            | Górnik Zabrze      | Ekstraklasa        | 24      | 24     | 4            | 6            | 6           | 4           | 34      | 34     |
| 1968–69            | Górnik Zabrze      | Ekstraklasa        | 23      | 22     | 7            | 7            | -           | -           | 30      | 29     |
| 1969–70            | Górnik Zabrze      | Ekstraklasa        | 23      | 12     | 5            | 4            | 10          | 7           | 38      | 23     |
| 1970–71            | Górnik Zabrze      | Ekstraklasa        | 21      | 10     | 4            | 6            | 7           | 8           | 32      | 24     |
| 1971–72            | Górnik Zabrze      | Ekstraklasa        | 25      | 14     | 5            | 6            | 2           | 1           | 32      | 21     |
| 1972–73            | Górnik Zabrze      | Ekstraklasa        | 18      | 2      | -            | -            | 4           | 5           | 22      | 7      |
| 1973–74            | Górnik Zabrze      | Ekstraklasa        | 1       | 0      | -            | -            | -           | -           | 1       | 0      |
| 1974–75            | Górnik Zabrze      | Ekstraklasa        | 12      | 5      | -            | -            | -           | -           | 12      | 5      |
| Belgia             | Belgia             | Belgia             | Ligă    | Ligă   | Cup          | Cup          | Europa      | Europa      | Total   | Total  |
| 1975–76            | Lokeren            | Belgian Pro League | 34      | 17     | 2            | 1            | -           | -           | 36      | 18     |
| 1976–77            | Lokeren            | Belgian Pro League | 29      | 11     | 3            | 2            | 3           | 1           | 32      | 14     |
| 1977–78            | Lokeren            | Belgian Pro League | 31      | 15     | 5            | 4            | -           | -           | 36      | 19     |
| 1978–79            | Lokeren            | Belgian Pro League | 32      | 12     | 4            | 4            | -           | -           | 36      | 16     |
| 1979–80            | Lokeren            | Belgian Pro League | 28      | 15     | 3            | 1            | -           | -           | 31      | 16     |
| 1980–81            | Lokeren            | Belgian Pro League | 24      | 8      | 2            | 2            | 5           | 0           | 31      | 10     |
| 1981–82            | Lokeren            | Belgian Pro League | 18      | 4      | 1            | 0            | 1           | 0           | 20      | 4      |
| Franța             | Franța             | Franța             | Ligă    | Ligă   | Cupa Franței | Cupa Franței | Europa      | Europa      | Total   | Total  |
| 1982–83            | Valenciennes       | Division 2         | 31      | 28     | -            | -            | -           | -           | 31      | 28     |
| 1983–84            | Quimper            | Division 2         | 33      | 7      | -            | -            | -           | -           | 33      | 7      |
| 1984–85            | Quimper            | Division 2         | 25      | 7      | -            | -            | -           | -           | 25      | 7      |
| Țară               | Polonia            | Polonia            | 234     | 155    | 35           | 40           | 43          | 30          | 312     | 225    |
| Țară               | Belia              | Belia              | 196     | 82     | 20           | 14           | 9           | 1           | 225     | 97     |
| Țară               | Franța             | Franța             | 89      | 42     | -            | -            | -           | -           | 89      | 42     |
| Total              | Total              | Total              | 519     | 279    | 55           | 54           | 52          | 31          | 626     | 364    |

| Polonia | Polonia | Polonia |
| An      | Meciuri | Goluri  |
| ------- | ------- | ------- |
| 1963    | 3       | 1       |
| 1964    | 4       | 2       |
| 1965    | 2       | 5       |
| 1966    | 6       | 1       |
| 1967    | 7       | 3       |
| 1968    | 6       | 6       |
| 1969    | 8       | 10      |
| 1970    | 7       | 2       |
| 1971    | 5       | 4       |
| 1972    | 9       | 3       |
| 1973    | 5       | 7       |
| 1976    | 1       | 0       |
| 1977    | 3       | 2       |
| 1978    | 8       | 1       |
| 1980    | 1       | 1       |
| Total   | 75      | 48      |

## Legături externe
- en Włodzimierz Lubański la Olympedia.org